# Gran Premio degli Stati Uniti d'America-Ovest 1980
Il Gran Premio degli Stati Uniti d'America-Ovest 1980 è stata la quarta prova della stagione 1980 del Campionato mondiale di Formula 1. Si è corsa domenica 30 marzo 1980 sul Circuito di Long Beach. La gara è stata vinta dal brasiliano Nelson Piquet, su Brabham-Ford Cosworth; per il vincitore si trattò del primo successo in carriera. Ha preceduto sul traguardo l'italiano Riccardo Patrese su Arrows-Ford Cosworth e l'altro brasiliano Emerson Fittipaldi su Fittipaldi-Ford Cosworth. Per Fittipaldi fu il 35º e ultimo podio nel mondiale di Formula 1, mentre Piquet conquistò il primo Grand Chelem della sua carriera nel mondiale di F1, ottenendo pole position, giro veloce, vittoria e conducendo la gara per tutti i giri.
La gara fu caratterizzata da un grave incidente che accorse al pilota elvetico Clay Regazzoni: le gravissime ferite che il pilota riportò alle gambe e alla spina dorsale lo resero per sempre paraplegico.

## Vigilia

### Sviluppi futuri
La FISA ribadì le modifiche regolamentari già proposte nelle settimane precedenti, tese a garantire una maggiore sicurezza delle vetture. Oltre l'abolizione delle "minigonne", a partire dalla stagione 1981, la federazione stabilì di aumentare il peso minimo delle vetture a 625 kg, dal 1983; introdusse nuovi elementi di sicurezza della monoposto, già per il 1981, fino alla creazione di una cellula di sopravvivenza per il pilota, per il 1983; vennero modificate le dimensioni degli pneumatici (ma solo dal 1982); venne infine prevista, sempre a partire dal 1983, una riduzione della larghezza delle monoposto.
Queste modifiche erano fortemente osteggiate dalla FOCA, l'associazione dei costruttori, che vedeva tali norme come un favore verso le scuderie che disponevano (o stavano per disporre) di un motore turbo. Jody Scheckter, presidente della GPDA, aveva inviato un comunicato in cui tutti i piloti (a eccezione di Elio De Angelis e Ricardo Zunino) si dicevano favorevoli a tale scelta. La posizione però non era comune, tanto che, dopo Piquet e Watson, anche Alan Jones abbandonò la GPDA, in polemica contro l'atteggiamento del suo presidente, pilota della Scuderia Ferrari, casa favorevole a tali modifiche.

### Aspetti tecnici
Venne sperimentato per la prima volta il rilevamento automatico dei tempi. Ogni monoposto fu equipaggiata con un transponder che, ad ogni passaggio sulla linea del traguardo, inviava un segnale che veniva poi elaborato in tempo reale con precisione al millesimo di secondo.
La Ferrari, dopo le molte rotture che i motori subirono nelle prime tre gare, sottopose a delle prove al banco i propri propulsori. Mauro Forghieri, progettista delle vetture, si disse fiducioso di aver trovato i motivi di questa poca affidabilità. Il problema sarebbe stato legato all'impianto elettrico, con un filo che finiva per spellarsi, passando lateralmente e sotto il motore della vettura. Ciò provocava un mal funzionamento dell'ottavo cilindro. La Lotus presentò un nuovo cambio e sistemò degli ammortizzatori posteriori all'interno della scatola del cambio stessa. La McLaren presentò invece la versione C della sua M29.

### Aspetti sportivi
La McLaren decise di sostituire Alain Prost, infortunatosi nelle prove del Gran Premio del Sudafrica con l'inglese Stephen South, all'esordio nel mondiale. South aveva vinto nel 1977 il campionato britannico di F3. Inizialmente la McLaren aveva indicato come pilota Hans-Joachim Stuck.
L'altro pilota infortunatosi nella gara precedente, lo svizzero Marc Surer dell'ATS, non venne invece sostituito: la scuderia tedesca presentò una sola vettura, affidata a Jan Lammers, che però affrontò la gara portando il numero 9 e non il 10, utilizzato fino a quel momento. A Lammers venne affidato il modello D4. Fu in dubbio anche la presenza di Alan Jones, pilota della Williams, colpito da pleurite.
Prima del gran premio alcune scuderie affrontarono dei test sul Circuito di Nogaro, in Francia. Il più rapido risultò Jacques Laffite su Ligier in 42"08, nuovo record ufficioso della pista.
Il pilota statunitense Rick Mears concluse un accordo con la Brabham per disputare quattro gran premi con la casa britannica, che avrebbe così schierato una terza monoposto, accanto a quelle affidate a Nelson Piquet e Ricardo Zunino. Il debutto sarebbe dovuto avvenire nella gara di Long Beach. L'iscrizione di Mears venne però rifiutata dagli organizzatori, non essendo stata inviata in tempo, con un anticipo di tre mesi rispetto alla data della gara, come previsto dalle norme internazionali.
La FISA introdusse delle novità regolamentari da questo gran premio: la griglia di partenza veniva stabilita con la formula delle due vetture per fila, poste però sfalsate e distanziate, come già era avvenuto nel Gran Premio d'Argentina; Derek Ongaro, ispettore della FISA, venne incaricato di dare il via ad ogni gran premio; venne stabilita la possibilità di effettuare le prequalificazioni nel caso vi fossero più di 30 vetture iscritte (a Monaco, sarebbero state ammesse alle qualifiche 22 vetture di diritto, più le due migliori vetture delle prequalifiche); si stabilì che i cambi di pilota potessero essere effettuati solo col preavviso di un mese rispetto alla data del gran premio; vennero vietate le vetture a sei ruote. Si decise che la nuova regolamentazione delle gomme da qualifica sarebbe entrata in vigore dal Gran Premio del Belgio.
Il gran premio venne definito degli Stati Uniti-Ovest per distinguerlo da quello corso in ottobre al Watkins Glen International; la gara venne anche denominata Gran Premio di Long Beach. Le condizioni economiche della gara misero in dubbio la sua prosecuzione per le stagioni future, anche se da questa annata la gara ottenne la sponsorizzazione della Toyota, che già supportava l'altra gara statunitense, quella del Glen. Inoltre un forte temporale aveva colpito la zona di Long Beach, poche settimane prima della gara, provocando alcuni danni.
Per questa gara l'Arrows ottenne l'appoggio di nuovi sponsor e modificò il nome della scuderia in Warsteiner Arrows/Penthouse Rizla.

## Qualifiche

### Resoconto
Nelle prime prove libere del venerdì il miglior tempo venne realizzato da Didier Pironi su Ligier in 1'20"24. Keke Rosberg, della Fittipaldi, uscì di pista, per lo scoppio di una gomma, finendo contro le barriere, senza però subire conseguenze fisiche dall'impatto.
Nelle prove ufficiali il francese Didier Pironi si confermò, abbassando il suo tempo a 1'19"305, davanti ad Alan Jones, staccato di 135 millesimi. I tempi erano molto vicini, tanto che i primi otto piloti si trovarono nel lasso di un secondo di tempo da quello di Pironi.
Al sabato la pista risultò molto più gommata e ciò portò a un vero sconvolgimento della graduatoria. Nelson Piquet fu capace di battere il tempo di Pironi, e chiudere in 1'17"694, conquistando così la prima pole position nel mondiale; il brasiliano fu il cinquantasettesimo pilota a riuscire nell'impresa. Per la Brabham si trattò della ventunesima partenza al palo, la prima dal Gran Premio di Francia 1978, conquistata all'epoca da John Watson. I prima fila si portò René Arnoux, mentre in seconda fila chiusero Patrick Depailler su Alfa Romeo e Jan Lammers dell'ATS: per la scuderia tedesca fu il miglior risultato nella sua storia nel mondiale di F1. Pironi, miglior tempo del venerdì, pur migliorando il suo crono, chiuse solo nono in griglia.

### Risultati
Nella sessione di qualifica si è avuta questa situazione:
| Pos                     | Nº | Pilota                | Costruttore              | Tempo    | Griglia |
| ----------------------- | -- | --------------------- | ------------------------ | -------- | ------- |
| 1                       | 5  | Nelson Piquet         | Brabham-Ford Cosworth    | 1'17"694 | 1       |
| 2                       | 16 | René Arnoux           | Renault                  | 1'18"689 | 2       |
| 3                       | 22 | Patrick Depailler     | Alfa Romeo               | 1'18"719 | 3       |
| 4                       | 9  | Jan Lammers           | ATS-Ford Cosworth        | 1'18"783 | 4       |
| 5                       | 27 | Alan Jones            | Williams-Ford Cosworth   | 1'18"819 | 5       |
| 6                       | 23 | Bruno Giacomelli      | Alfa Romeo               | 1'18"924 | 6       |
| 7                       | 28 | Carlos Reutemann      | Williams-Ford Cosworth   | 1'18"964 | 7       |
| 8                       | 29 | Riccardo Patrese      | Arrows-Ford Cosworth     | 1'19"071 | 8       |
| 9                       | 25 | Didier Pironi         | Ligier-Ford Cosworth     | 1'19"276 | 9       |
| 10                      | 2  | Gilles Villeneuve     | Ferrari                  | 1'19"285 | 10      |
| 11                      | 15 | Jean-Pierre Jabouille | Renault                  | 1'19"316 | 11      |
| 12                      | 3  | Jean-Pierre Jarier    | Tyrrell-Ford Cosworth    | 1'19"318 | 12      |
| 13                      | 26 | Jacques Laffite       | Ligier-Ford Cosworth     | 1'19"455 | 13      |
| 14                      | 4  | Derek Daly            | Tyrrell-Ford Cosworth    | 1'19"744 | 14      |
| 15                      | 11 | Mario Andretti        | Lotus-Ford Cosworth      | 1'19"763 | 15      |
| 16                      | 1  | Jody Scheckter        | Ferrari                  | 1'20"151 | 16      |
| 17                      | 30 | Jochen Mass           | Arrows-Ford Cosworth     | 1'20"410 | 17      |
| 18                      | 6  | Ricardo Zunino        | Brabham-Ford Cosworth    | 1'20"419 | 18      |
| 19                      | 31 | Eddie Cheever         | Osella-Ford Cosworth     | 1'20"808 | 19      |
| 20                      | 12 | Elio De Angelis       | Lotus-Ford Cosworth      | 1'20"830 | 20      |
| 21                      | 7  | John Watson           | McLaren-Ford Cosworth    | 1'20"868 | 21      |
| 22                      | 21 | Keke Rosberg          | Fittipaldi-Ford Cosworth | 1'20"911 | 22      |
| 23                      | 14 | Clay Regazzoni        | Ensign-Ford Cosworth     | 1'20"984 | 23      |
| 24                      | 20 | Emerson Fittipaldi    | Fittipaldi-Ford Cosworth | 1'21"350 | 24      |
| Vetture non qualificate |    |                       |                          |          |         |
| NQ                      | 18 | Dave Kennedy          | Shadow-Ford Cosworth     | 1'21"523 | NQ      |
| NQ                      | 17 | Geoff Lees            | Shadow-Ford Cosworth     | 1'23"486 | NQ      |
| NQ                      | 8  | Stephen South         | McLaren-Ford Cosworth    | 1'24"121 | NQ      |

## Gara

### Resoconto
Nelson Piquet, nel warm-up, collide con Derek Daly, alla curva dopo i box. La Brabham del brasiliano venne lanciata in aria e ricadde a terra mentre la Tyrrell uscì nella via di fuga. Dopo un esame attento i tecnici della scuderia di Bernie Ecclestone decisero di affidarsi comunque alla vettura che aveva fatto la pole, senza utilizzare il muletto.
Alla partenza Nelson Piquet conservò il comando, seguito da Patrick Depailler, René Arnoux e Jan Lammers; nelle retrovie, all'arrivo al tornante al termine della Shoreline Drive, Ricardo Zunino, Mario Andretti, Jochen Mass e Jean-Pierre Jarier furono coinvolti in un tamponamento. La Brabham di Zunino e la Lotus di Andretti non poterono proseguire la gara. La gara di Lammers terminò invece nel corso del primo giro per un guasto al semiasse. Ora dietro ai primi tre, si trovava Alan Jones, seguito da Giacomelli, Patrese e Reutemann.
Jones passò nel terzo giro Arnoux, ponendosi al terzo posto, mentre Patrese cedette una posizione a Carlos Reutemann, che così divenne sesto.
Al quarto giro, mentre era quarto, Bruno Giacomelli perse il controllo della sua monoposto in frenata e scivolò in mezzo alla traiettoria. Reutemann, che lo seguiva, non poté far nulla per evitare il tamponamento. Elio De Angelis, Jody Scheckter Eddie Cheever e Jean-Pierre Jarier furono, anch'essi, coinvolti nell'incidente; Scheckter, Giacomelli e Cheever continuarono. I commissari liberarono il tracciato molto rapidamente anche se la loro richiesta di esporre la bandiera rossa (che avrebbe interrotto la gara) non venne accolta.
La classifica, dopo l'incidente, vedeva perciò, dietro a Piquet, Depailler, Arnoux e Jones, Riccardo Patrese, seguito da Gilles Villeneuve, poi Derek Daly e le due Ligier. Al sesto giro Villeneuve passò Patrese, poi tra l'ottavo e il decimo giro, le due Ligier passarono entrambe Daly.
Al giro 18 Alan Jones prese il secondo posto a Patrick Depailler. Nove giri dopo il francese fu passato anche da Villeneuve. Più dietro, Riccardo Patrese aveva da poco sorpassato René Arnoux portandosi in quinta posizione. Al giro 27 Pironi fu costretto a una sosta ai box per cambiare gli pneumatici, sosta che lo fece sprofondare in classifica.
Al 38º giro Jacques Laffite, mentre era settimo, fu costretto al ritiro per una foratura. Scalò così Giacomelli in settima posizione, seguito da Clay Regazzoni ed Emerson Fittipaldi. Al giro 41 Villeneuve, nel corso di un doppiaggio, danneggiò il musetto, e fu costretto a una fermata ai box: ripartì solo quattordicesimo. Una occasione persa per la sfortunata 312 T5 considerando che Villeneuve - vincitore l'anno prima - fino a quel momento si trovava in terza posizione ed il compagno Scheckter finirà poi quinto (miglior risultato di tutto l'anno). Nello stesso giro anche Depailler fu costretto al ritiro per un problema tecnico. Patrese saliva così sul podio virtuale mentre Giacomelli e Regazzoni entravano in zona punti. Il pilota bresciano fu però costretto a una sosta per cambiare gli pneumatici. Al rientrò in pista Giacomelli fu protagonista di un malinteso con Jones, mentre l'australiano tentava il doppiaggio. Arrivati al tornante l'Alfa Romeo chiuse la traiettoria alla Williams. Entrambi furono costretti a dare l'addio alla gara.
Ora Patrese si trovava secondo, anche se a distanza dal battistrada Piquet; il padovano era seguito a sua volta da Arnoux, Regazzoni, Fittipaldi e John Watson. Fittipaldi era a mezzo secondo da Regazzoni, ma un freno anteriore bloccato gli impediva di portare un attacco.
Al termine del rettilineo nel corso del giro 51, Fittipaldi vide la vettura di Clay Regazzoni andare diritta all'altezza del Queen's Hairpin. Il brasiliano impostò la curva e sentì un forte rumore proveniente da circa 100 iarde dietro di lui; dichiarò a fine gara di essere stato certo che Regazzoni non potesse essere sopravvissuto all'impatto. I freni della sua vettura erano di una leggera lega metallica e si erano rotti. La sua Ensign aveva colpito la Brabham di Ricardo Zunino, lasciata parcheggiata lungo la pista, era passata oltre sette barriere di gomme e aveva colpito il muro di cemento. Fu impiegata mezz'ora per liberare il pilota elvetico dalla sua monoposto. La gara continuò comunque regolarmente. A Regazzoni, portato al St. Mary Hospital vennero riscontrate una frattura composta alla tibia e perone della gamba destra, una lesione alla colonna vertebrale, una contusione allo stomaco e un'abrasione al capo. Regazzoni rimase poi paralizzato alle gambe.
Emerson Fittipaldi e John Watson continuarono a duellare per il quarto posto, con il nordirlandese che passò il brasiliano al giro 56, per poi essere ripassato un giro dopo. Watson scontava dei problemi al cambio.
Al giro 63, René Arnoux subì l'afflosciamento di uno pneumatico che lo fece retrocedere fino al nono posto. Watson veniva pressato anche da Jody Scheckter. Sempre all'Hairpin, nel corso del settantesimo passaggio, Scheckter tentò di passare all'interno su Watson ma andò lungo, e così decise di desistere, accontentandosi del quinto posto.
Nelson Piquet vinse la sua prima gara nel mondiale di Formula 1; fu il sessantaseiesimo pilota nella storia della competizione a vincere una gran premio. Piquet conquistò anche giro veloce, pole e guidò la gara per tutta la sua lunghezza, ottenendo così il grand chelem. L'ultimo era stato ottenuto da Gilles Villeneuve proprio nell'edizione 1979 della gara di Long Beach. Questa fu anche la prima vittoria, in una gara iridata, per la Brabham da quella ottenuta da Niki Lauda nel Gran Premio d'Italia 1978. Sul podio finirono Riccardo Patrese ed Emerson Fittipaldi, che conquistò così il suo 35º, e ultimo, podio nel mondiale di F1; Fittipaldi eguagliò così il numero di podi conquistati da Juan-Manuel Fangio, all'epoca quarto nella graduatoria di tutti i tempi.

### Risultati
I risultati del gran premio furono i seguenti:
| Pos | No | Pilota                | Costruttore              | Giri | Tempo/Ritiro                | Pos. Griglia | Punti |
| --- | -- | --------------------- | ------------------------ | ---- | --------------------------- | ------------ | ----- |
| 1   | 5  | Nelson Piquet         | Brabham-Ford Cosworth    | 80   | 1h50'19"4                   | 1            | 9     |
| 2   | 29 | Riccardo Patrese      | Arrows-Ford Cosworth     | 80   | +49"212                     | 8            | 6     |
| 3   | 20 | Emerson Fittipaldi    | Fittipaldi-Ford Cosworth | 80   | +1:18.563                   | 24           | 4     |
| 4   | 7  | John Watson           | McLaren-Ford Cosworth    | 79   | +1 giro                     | 21           | 3     |
| 5   | 1  | Jody Scheckter        | Ferrari                  | 79   | +1 giro                     | 16           | 2     |
| 6   | 25 | Didier Pironi         | Ligier-Ford Cosworth     | 79   | +1 giro                     | 9            | 1     |
| 7   | 30 | Jochen Mass           | Arrows-Ford Cosworth     | 79   | +1 giro                     | 17           |       |
| 8   | 4  | Derek Daly            | Tyrrell-Ford Cosworth    | 79   | +1 giro                     | 14           |       |
| 9   | 16 | René Arnoux           | Renault                  | 78   | +2 giri                     | 2            |       |
| 10  | 15 | Jean-Pierre Jabouille | Renault                  | 71   | +9 giri                     | 11           |       |
| Rit | 21 | Keke Rosberg          | Fittipaldi-Ford Cosworth | 58   | Surriscaldamento            | 22           |       |
| Rit | 14 | Clay Regazzoni        | Ensign-Ford Cosworth     | 50   | Incidente                   | 23           |       |
| Rit | 23 | Bruno Giacomelli      | Alfa Romeo               | 49   | Collisione con A.Jones      | 6            |       |
| Rit | 27 | Alan Jones            | Williams-Ford Cosworth   | 47   | Collisione con B.Giacomelli | 5            |       |
| Rit | 2  | Gilles Villeneuve     | Ferrari                  | 46   | Trasmissione                | 10           |       |
| Rit | 22 | Patrick Depailler     | Alfa Romeo               | 40   | Sospensione                 | 3            |       |
| Rit | 26 | Jacques Laffite       | Ligier-Ford Cosworth     | 36   | Foratura                    | 13           |       |
| Rit | 31 | Eddie Cheever         | Osella-Ford Cosworth     | 11   | Trasmissione                | 19           |       |
| Rit | 28 | Carlos Reutemann      | Williams-Ford Cosworth   | 3    | Trasmissione                | 7            |       |
| Rit | 3  | Jean-Pierre Jarier    | Tyrrell-Ford Cosworth    | 3    | Collisione con E.De Angelis | 12           |       |
| Rit | 12 | Elio De Angelis       | Lotus-Ford Cosworth      | 3    | Collisione con J.P.Jarier   | 20           |       |
| Rit | 9  | Jan Lammers           | ATS-Ford Cosworth        | 0    | Trasmissione                | 4            |       |
| Rit | 11 | Mario Andretti        | Lotus-Ford Cosworth      | 0    | Incidente alla partenza     | 15           |       |
| Rit | 6  | Ricardo Zunino        | Brabham-Ford Cosworth    | 0    | Incidente alla partenza     | 18           |       |
| NQ  | 18 | Dave Kennedy          | Shadow-Ford Cosworth     |      |                             |              |       |
| NQ  | 17 | Geoff Lees            | Shadow-Ford Cosworth     |      |                             |              |       |
| NQ  | 8  | Stephen South         | McLaren-Ford Cosworth    |      |                             |              |       |
| ES  |    | Rick Mears            | Brabham-Ford Cosworth    |      | Iscrizione rifiutata        |              |       |

## Classifiche

### Piloti
| Pos. | Pilota             | Punti |
| ---- | ------------------ | ----- |
| 1    | René Arnoux        | 18    |
| 2    | Nelson Piquet      | 18    |
| 3    | Alan Jones         | 13    |
| 4    | Didier Pironi      | 8     |
| 5    | Riccardo Patrese   | 7     |
| 6    | Jacques Laffite    | 6     |
| =    | Elio De Angelis    | 6     |
| 8    | Emerson Fittipaldi | 4     |
| =    | Keke Rosberg       | 4     |
| 10   | Derek Daly         | 3     |
| =    | John Watson        | 3     |
| 12   | Alain Prost        | 3     |
| 13   | Bruno Giacomelli   | 2     |
| =    | Carlos Reutemann   | 2     |
| =    | Jody Scheckter     | 2     |
| 16   | Jochen Mass        | 1     |

### Costruttori
| Pos. | Team                     | Punti |
| ---- | ------------------------ | ----- |
| 1    | Renault                  | 18    |
| 2    | Brabham-Ford Cosworth    | 18    |
| 3    | Williams-Ford Cosworth   | 15    |
| 4    | Ligier-Ford Cosworth     | 14    |
| 5    | Arrows-Ford Cosworth     | 8     |
| 6    | Fittipaldi-Ford Cosworth | 8     |
| 7    | Lotus-Ford Cosworth      | 6     |
| 8    | McLaren-Ford Cosworth    | 6     |
| 9    | Tyrrell-Ford Cosworth    | 3     |
| 10   | Alfa Romeo               | 2     |
| =    | Ferrari                  | 2     |